# Blufi
Blufi ist eine italienische Gemeinde der Metropolitanstadt Palermo in der Region Sizilien in Italien mit 859 Einwohnern (Stand 31. Dezember 2023).

## Lage und Daten
Blufi liegt 118 km südöstlich von Palermo. Die Einwohner arbeiten hauptsächlich in der Landwirtschaft und der Schafszucht.
Die Nachbargemeinden sind Alimena, Bompietro, Gangi, Petralia Soprana, Petralia Sottana und Resuttano (CL).

## Geschichte
Bis 1972 war Blufi ein Ortsteil von Petralia Soprana.

## Sehenswürdigkeiten
Die „Santuario della Madonna dell’Olio“ ist sehenswert, in der Nähe der Kirche befindet sich eine antike Erdölquelle. Dieser Quelle wird von der Bevölkerung heilende Kräfte zugeschrieben. Die „L’antico Ponte a tre Archi“ ist eine Römische Brücke mit drei Bögen. Die „Mura di recinzione del municipio“ ist eine Aussichtsplattform.

## Bilder

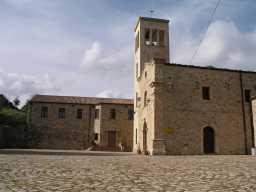
Santuario della Madonna dell’Olio
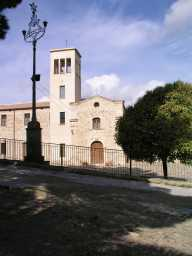
Santuario della Madonna dell’Olio
Ölquelle